# Cesare de Montis
Cesare de Montis (n. 7 mai 1958) este un inginer italian, primul ambasador al  Uniunii Europene în Republica Moldova. A fost șeful Delegației Uniunii Europene în Republica Moldova între octombrie 2005 - noiembrie 2009. 

## Biografie
Are ca specializare ingineria apelor și pădurilor.
În octombrie 2005 Cesare de Montis a fost ales drept primul ambasador al Delegației Uniunii Europene în Republica Moldova, l-a sfârșitul mandatului (octombrie 2009) a fost decorat de Președintele Republicii Mihai Ghimpu cu  Ordinul de Onoare, începând cu noiembrie 2009 a fost înlocuit de Dirk Schuebel.